# Highgrove House
Highgrove House is een landhuis en landgoed in Tetbury, Gloucestershire. Het is het familiehuis van koning Charles III van het Verenigd Koninkrijk en zijn vrouw, koningin Camilla.
Het huis is gebouwd aan het einde van de 18e eeuw. Samen met het landgoed staat het bekend om de fraai aangelegde tuin die voor een deel door de koning zelf onderhouden wordt.